# ヤコフ・レザンツェフ
ヤコフ・ウラジーミロヴィチ・レザンツェフ（ロシア語: Яков Владимирович Резанцев、1973年6月17日 - 2022年3月25日）は、ロシアの陸軍軍人。最終階級は中将で第49諸兵科連合軍の司令官だった。2022年ロシアのウクライナ侵攻に参加し、ウクライナの主張によれば、3月26日（現地時間）ウクライナ特殊部隊によって射殺されたと報じた。

## 経歴
ソビエト連邦ロシア・ソビエト連邦社会主義共和国アルタイ地方ウスチ＝プリスタンスキー地区エルバンカに生まれる。1990年から軍に勤務。1994年にソ連元帥コンスタンチン・ロコソフスキーに因んで名づけられた極東高等諸兵科連合士官学校を卒業。その後、2002年にロシア連邦諸兵科連合大学を卒業。彼は全ての軍学校を金メダルで卒業した。士官候補生の小隊の指揮官から自動車化狙撃旅団司令官へと昇進。
2010年から2011年まで第57独立警備隊自動車化狙撃旅団の司令官、2011年から2013年まで第7軍事基地の司令官に就任。2013年に少将に昇進。2013年から2016年まで西部軍管区第20親衛諸兵科連合軍の参謀長を務めた。2018年から2020年8月までは中央軍管区第41諸兵科連合軍の司令官を務めた。2020年8月から南部軍管区第49諸兵科連合軍司令官に就任。
2021年に中将に昇進。
シリアにおいて特別作戦に従事していた。
2022年ロシアのウクライナ侵攻に従軍。同年3月25日にウクライナ当局と西側諸国当局はヘルソン州での戦闘において彼が死亡したことを明らかにした。ロシア国防省はこの件に反応していない。ウクライナ侵攻中に戦死したロシア将官としては7人目であり、中将としてはアンドレイ・モルドヴィチェフに続く2人目であると報道された。後にモルドヴィチェフ中将が中央軍管区司令官に補職されたため、中将として初の死者であった可能性がある。

## 受章
- 戦功章（ロシア語版）（2020年）
- 祖国貢献勲章（ロシア語版）（2019年）
- アレクサンドル・ネフスキー勲章（ロシア語版）
- スヴォーロフメダル（ロシア語版）
- 「シリア軍事作戦参加」メダル
- 勇気の勲章 "Afyrkhaharazy aorden" （2016年12月8日アブハジア）[10]
- 武功メダル（アブハジア）
- 戦闘連盟メダル（アブハジア）[11]